# Memory Stick
Memory Stick är ett utbytbart minneskort, introducerat av Sony i oktober 1998. Memory Stick är även ett samlingsnamn för Sonys produktflora av olika minneskort, som Memory Stick Pro vilka har större lagringskapacitet och snabbare minnesåtkomst än originalkortet, samt Memory Stick Duo som är en annan, formatmässigt mindre, variant av Memory Stick.
Memory Stick används typiskt som lagringsmedium för olika portabla digitala enheter tillverkade av Sony. Memory Stick används till exempel för att lagra bilder i digitalkameror, lagra olika typer av datafiler i Sony Ericssons mobiltelefoner, handdatorer, mp3-spelare, Playstation Portable. Minneskortet kan pluggas in i en extern minnesläsare som därefter kopplas till en PC via en USB-kabel och data kan sedan enkelt överföras till datorn.

## Memory Stick PRO Duo
Memory Stick PRO Duo (MSPD) ersatte snabbt Memory Stick Duo på grund Duos storleksbegränsning på 128 MB och långsamma överföringshastighet. I mars 2008 släppte Sony en 16 GB-version av Memory Stick PRO Duo, och i augusti 2009 släppte Sony en 32 GB version av Memory Stick PRO Duo. Sony och SanDisk meddelade också en gemensam utveckling av utökat Memory Stick PRO-format som preliminärt heter "Memory Stick PRO Format for Extended High Capacity" som skulle utöka kapaciteten till teoretiskt sett max 2 terabyte.

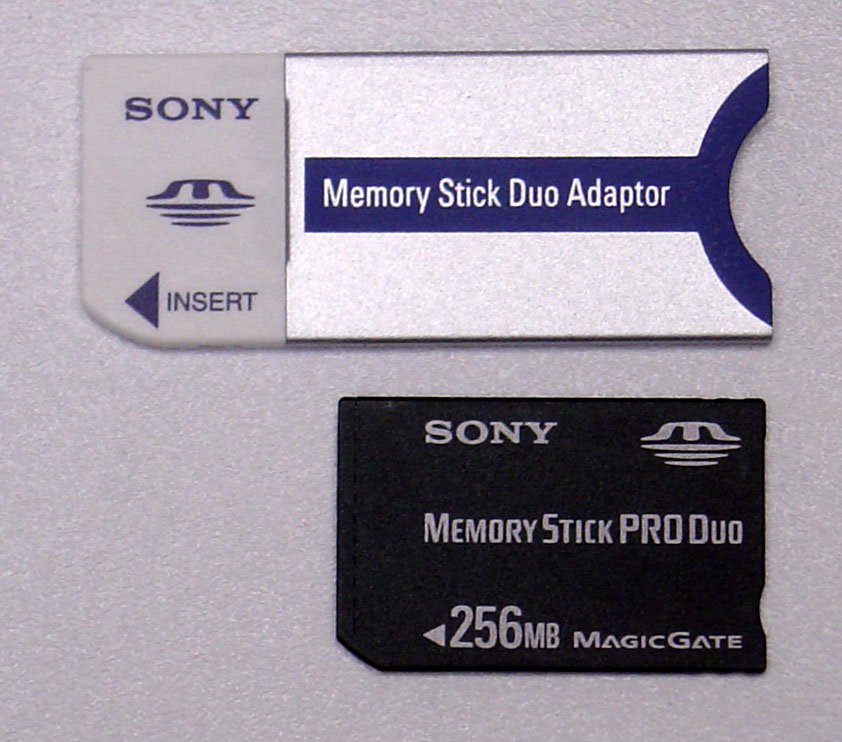
Memory Stick Duo Adapter och Memory Stick Pro Duo-kort.

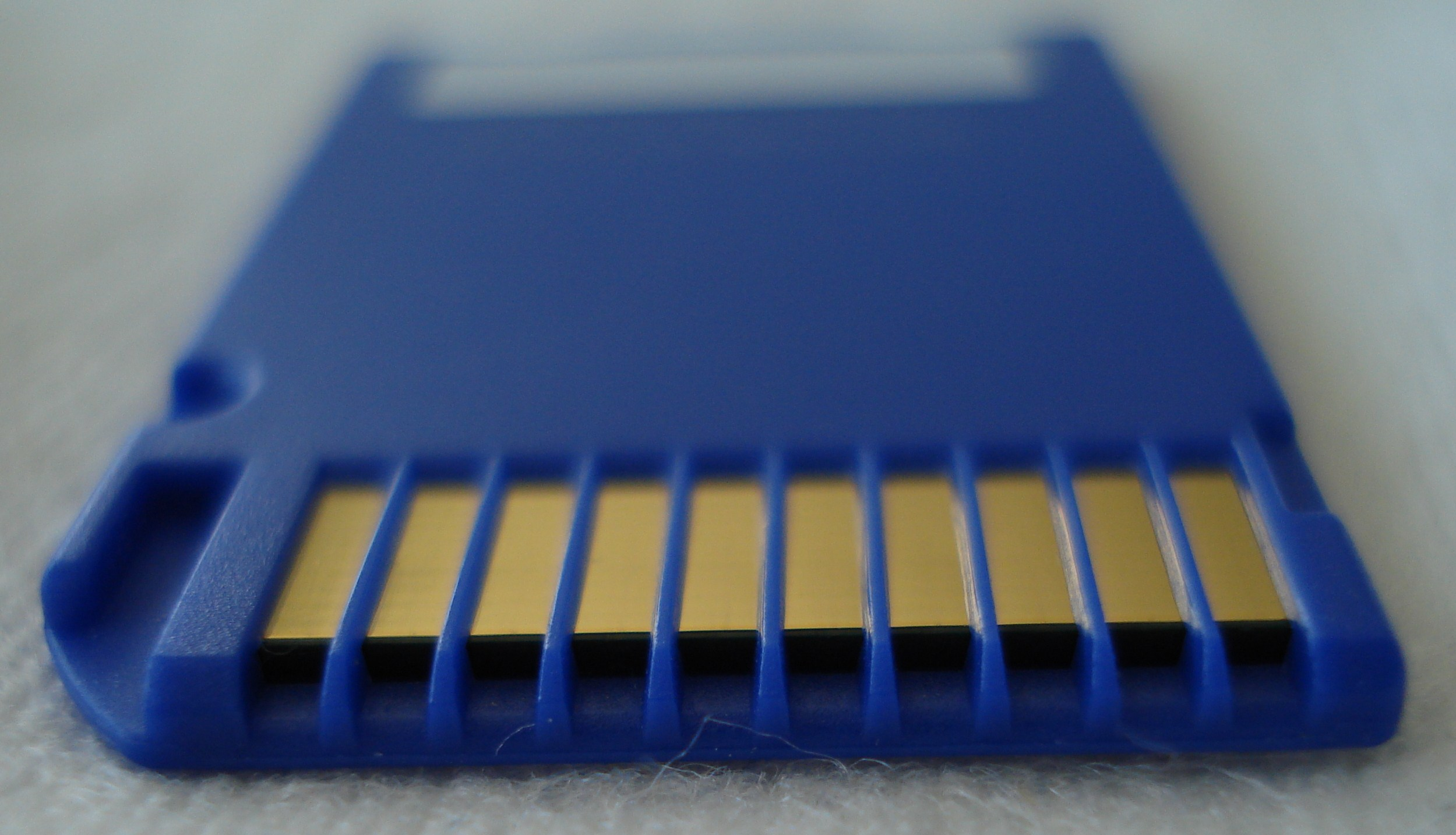
Kontaktyan hos ett Memory Stick Pro Duo-kort i närbild

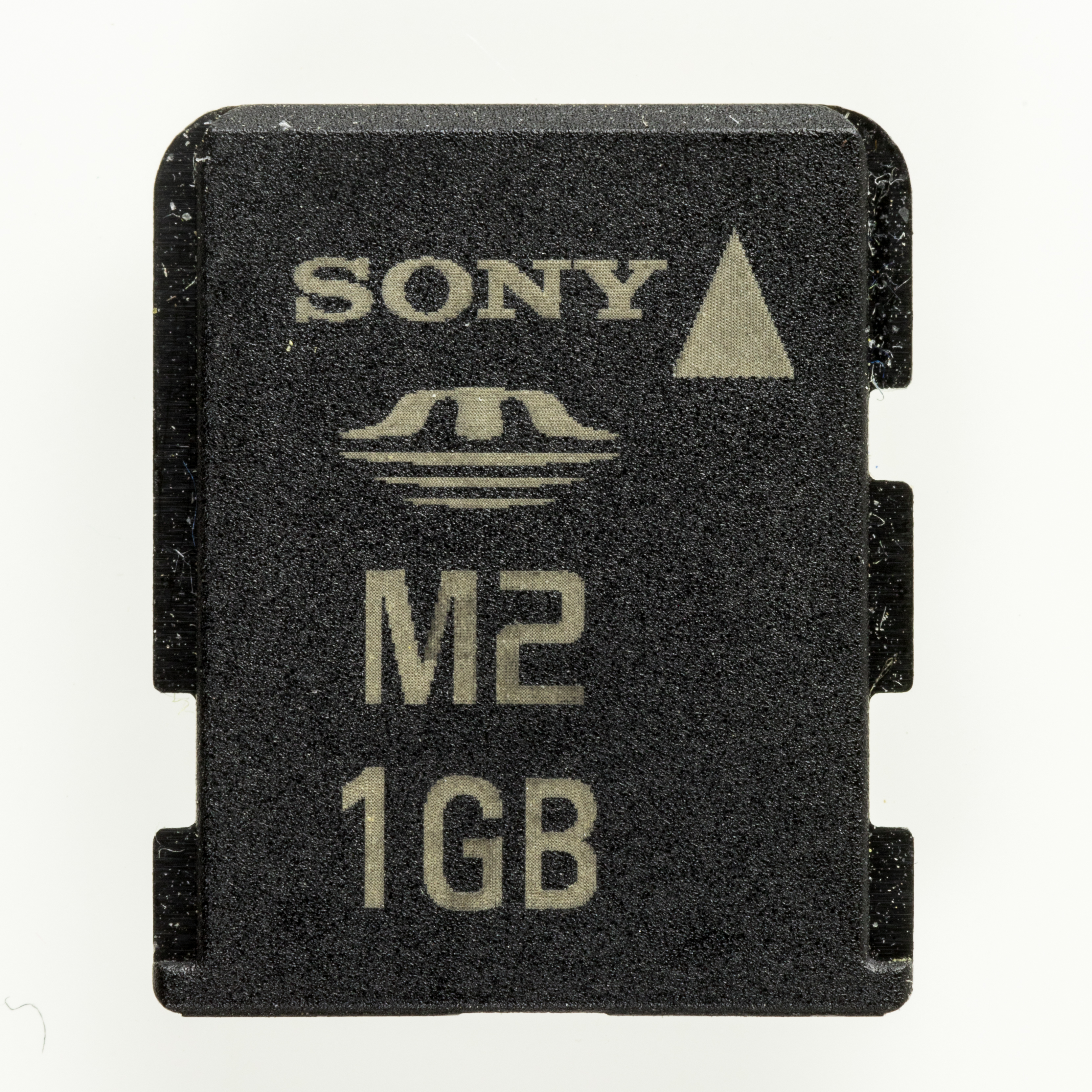
M2 1GB. Kortmått: 0,59 x 0,49 x 0,05 "(L x B x H). Originalföretaget som gör M2 är SanDisk.

## Olika typer i Memory Stick-familjen

### Original Memory Stick
- Memory Stick
- Memory Stick Select
- Memory Stick MagicGate
- Memory Stick Select MagicGate
- Memory Stick Micro

### Memory Stick Pro
- Memory Stick Pro
- Memory Stick Pro High-Speed
- Memory Stick Pro MagicGate

### Memory Stick Duo
- Memory Stick Duo
- Memory Stick Duo MagicGate
- Memory Stick Duo Adapter

### Memory Stick Pro Duo
- Memory Stick Pro Duo
- Memory Stick Pro Duo MagicGate
- Memory Stick Pro Duo High Speed

### Memory Stick Micro
- Memory Stick Micro M2

## Specifikationer

### Överföringshastigheter, standardmodellen
- Max skrivhastighet: 14.4 Mbit/s (1.8 MB/s)
- Max läshastighet: 19.6 Mbit/s (2.5 MB/s)

### Överföringshastigheter, Promodellen
- Överföring: 160 Mbit/s (20 MB/s)
- Minsta skrivhastighet: 15 Mbit/s

### Överföringshastigheter, High Speed
- Minsta skrivhastighet: 80 Mbit/s

### Form Factors
- Standard: 50.0 mm (B) × 21.5 mm (H) × 2.8 mm (D)
- Duo: 31.0 mm (B) × 20.0 mm (H) × 1.6 mm (D)